# Sara Stockbridge
Sara Stockbridge (* 14. November 1965 in Woking) ist eine britische Filmschauspielerin und Model.

## Leben
Sara Stockbridge wurde in den 1980er Jahren als Model von Vivienne Westwood bekannt. In den 1990er Jahren verlagerte sich ihr Schwerpunkt auf die Schauspielerei.
Mit Rag Tale, Intervention und Inconceivable spielte sie ab 2005 in drei Filmen der Regisseurin Mary McGuckian mit.

## Filmografie (Auswahl)
- 1992: Mach’s nochmal, Columbus (Carry On Columbus)
- 1994: Interview mit einem Vampir (Interview with the Vampire)
- 1995: Go Now
- 1999–2000: Lucy Sullivan Is Getting Married (Fernsehserie, 16 Folgen)
- 2000: Blutiges Spiel – 24 Stunden in der Hölle (24 Hours in London)
- 2001: Bridget Jones – Schokolade zum Frühstück (Bridget Jones’s Diary)
- 2005: Rag Tale
- 2007: Intervention
- 2008: Inconceivable
- 2009: Enter the Void